# Cerro Piltriquitrón
Cerro Piltriquitrón je hora ležící východně od města El Bolsón v argentinské provincii Río Negro (její jižní část se nachází v provincii Chubut). Vrchol hory leží ve výšce 2260 m n. m. V jejích svazích se rozprostírá les, který v roce 1978 v důsledku lidské nedbalosti shořel. Počínaje rokem 1997 byly díky iniciativě sochaře Marcela Lópeze ze zbytků lesa tvořeny sochy vyřezávané ze dřeva.